# Three Rivers (Texas)
Pour les articles homonymes, voir Three Rivers et Three Rivers (district).
Three Rivers est une ville du comté de Live Oak au Texas.
Sa population était de 1 878 habitants en 2000.
Une prison fédérale est située à 16 km à l'ouest de la ville.